# KLK14
KLK14‏ (Kallikrein related peptidase 14) هوَ بروتين يُشَفر بواسطة جين KLK14 في الإنسان.